# Jean-François Sabouret
Pour les articles homonymes, voir Sabouret.
Jean-François Sabouret, né le 21 juillet 1946 au Poinçonnet (Indre) et mort le 31 janvier 2023 à Phú Quốc au Vietnam, est un sociologue et japonologue français.
Par ses ouvrages et ses chroniques radio, il aura en France contribué à une meilleure connaissance du Japon.

## Biographie
Jean-François Sabouret obtient une licence de sociologie puis une maitrise de philosophie. Attiré par l'Extrême-Orient par ses lectures et la pratique de l'aïkido, il part comme enseignant à Hokkaido. À son retour du Japon, il obtient en 1981 un doctorat en sciences sociales à l'École des hautes études en sciences sociales, son sujet de thèse étant sur les Burakumin, les habitants des hameaux au Japon et minorité discriminée,. Il passe également un diplôme de langue japonaise à l'École des langues orientales, actuel Institut national des langues et civilisations orientales et devient alors japonologue. 
Il dirige l'ouvrage collectif et encyclopédique L'Etat du Japon publié en 1988 (puis refondu en 1995). Il crée le bureau de représentation du CNRS au Japon en 1990 qu'il a dirigé jusqu'en 1996,. Sur cette même période, il est correspondant de France Inter dans ce pays, tenant une chronique bi-hebdomadaire de deux minutes « Ici Tokyo ». 
De 1996 à 1998, il est chercheur invité à l'université de Berkeley en Californie,.
De 1998 à 2002, il est directeur de la communication du CNRS, et de 1998 à 2006, toujours au CNRS comme directeur de recherche, il est responsable de l'unité du réseau Asie Centre de recherche sur les liens sociaux à l'Université Paris V,.
De 2006 à 2012, il est directeur de l'Unité propre de service Réseau Asie - préfiguration de l'Institut des mondes asiatiques (CNRS), hébergée et soutenue également par la Fondation Maison des sciences de l'homme. 
À partir de 2012, il est directeur émérite du Réseau Asie.
Il meurt d'une crise cardiaque à Phú Quốc, dans le sud du Vietnam le 31 janvier 2023 à l'âge de 76 ans.

## Champs de recherche
- Sociologie de l'éducation (Structure du système éducatif, reproduction des élites et stratégies scolaires).
- Évolution politique et économique du Japon et de la société japonaise et son rôle en Asie.
- Sociologie de la quotidienneté.
- Recherche sur le champ publicitaire japonais.
- Sociologie de l'exclusion et de la marginalité.

## Diplômes[2]
- 1983 : Diplôme supérieur de langue et civilisation japonaise, Institut national des langues et civilisations orientales (INALCO), Paris.
- 1981 : Thèse de 3e cycle Sciences sociales de l'Asie orient. et méridionale, Paris, E.H.E.S.S.
- 1971 : Maîtrise de philosophie, Université de Poitiers.
- 1971 : Licence de sociologie, Université de Poitiers.
- 1968 : Licence de philosophie, Université de Poitiers.

## Distinctions
- Chevalier de la Légion d'honneur en juin 2008
- Ordre du Soleil Levant, Rayons d'or en sautoir, le 3 novembre 2012[3].

## Publications

### Ouvrages
- L'Autre Japon, Éditions de la Découverte, 1983
- L'Empire du Concours, Éditions Autrement, 1985
- Le Japon quotidien, Éditions Du Seuil, 1993
- Radioscopie du Japon, Éditions Philippe Picquier, 1997
- Chercher. Jours après jours, les aventuriers du savoir, Éditions Autrement, 2000
- Besoin de Japon, Éditions Du Seuil, 2004
- Japon, la fabrique des futurs, CNRS Éditions, 2011  (ISBN 978-2-271-07138-5)
- Tôkyô,  Voyage à Asakusa, Editions Atlantiques, octobre 2015
- L'Occident express: Plaidoyer pour un shinkansen français contre le désert rural qui nous guette, Atlande, 2021  (ISBN 978-2-35030-778-7)[4]

### Direction d'ouvrages
- L'État du Japon, Éditions de la Découverte, 1988 (Nouv édit. 1995)
- Invitation à la culture japonaise, Éditions de la Découverte, 1991
- Japon, peuple et civilisation, Éditions de La Découverte, 2004
- La Dynamique du Japon, Éditions Saint-Simon, 2005 (Nouv édit. 2008)
- L'Empire de l'intelligence, CNRS Éditions, 2007
- avec Daisuke Sonoyama, Liberté, inégalité, individualité (la France et le Japon au miroir de l'éducation), CNRS Éditions, 2008
- avec Guillaume Arotçarena et Paul Jobin, Démocratie, modernité et christianisme en Asie, Les Indes savantes, 2008